# Fourman-Fourman-Syndrom
Das Fourman-Fourman Syndrom, auch als Branchiootisches Syndrom 1 (BOS1) bezeichnet, ist eine seltene Erbkrankheit, die erstmals 1955 beschrieben wurde.

## Klinik
In den betroffenen Familien wird eine Häufung von Fehlbildungen im Bereich von Abkömmlingen der Kiemenbogenanlage beobachtet. So kann die Ohrmuschel verkümmert oder nicht vorhanden sein. In vielen Fällen sind äußerlich jedoch nur trichterförmige Einziehungen im Bereich der Ohrmuschel, sogenannte Ohrfisteln, erkennbar. Diese sind jedoch nicht von den häufigen sporadischen Ohrfisteln  unterscheidbar, denen gewöhnlich kein Krankheitswert zukommt.
Betroffene Kinder werden meist hörend geboren und ertauben im Krankheitsverlauf bis zum 20. Lebensjahr.

## Genetik
Der Vererbungsmodus der genetisch offenbar heterogenen Erkrankung ist nicht vollständig aufgeklärt, vermutet wird jedoch in den meisten Familien ein autosomal-dominanter Erbgang mit inkompletter Penetranz. In einzelnen Familien konnten Mutationen des auf dem langen Arm des Chromosoms 8 (8q13.3) gelegenen EYA1-Gens nachgewiesen werden. Dieses Gen ist auch beim Branchio-oto-renalen Syndrom beteiligt.

## Behandlung
Bei frühzeitiger Versorgung mit Hörgeräten oder Cochleaimplantaten und  logopädischer Unterstützung können betroffene Kinder in der Regel eine normale Schule besuchen.